# Apró szulák
Az apró szulák vagy mezei szulák (Convolvulus arvensis) a burgonyavirágúak (Solanales) rendjébe, a szulákfélék (Convolvulaceae) családjába tartozó lágy szárú, évelő növényfaj. Nevezik egyszerűen szuláknak, mezei szulák, folyófű, valamint folyondárnak is.
Európában és Ázsiában honos, szántók, kertek, útszéli gyomos társulások növénye.
Két változata ismert:
- a Convolvulus arvensis var. arvensis szélesebb levelű
- a Convolvulus arvensis var. linearifolius keskenyebb levelű

Bár virágai szépek, leginkább gyomnövényként tartják számon, mivel gyors növekedése miatt a termesztett növényeket megfojthatja, és számos, burgonyaféléket (pl. burgonya, paprika, paradicsom stb.) megtámadó vírusfajta (pl. burgonya X vírus, sztolbur) köztes gazdája. Észak-Amerikában inváziós növénynek számít. Sűrű levélzetével elnyomja a többi növényt, csökkenti a termőföldek hozamát; becslések szerint az USA-ban 1998-ban 377 millió dollárt meghaladó veszteségeket okozott.

## Jellemzői
0,5-2 méteresre megnövő, csavarodó szárú kúszónövény. Kiterjedt gyökérzetének köszönhetően (2,5 éves korára akár 4 méter mélyre is lehatol) hosszabb száraz időszakokat is képes elviselni. Levelei szív vagy nyíl formájúak, 2–5 cm hosszúak, 1–3 cm-es levélnyéllel. A virágok júniustól szeptemberig nyílnak, tölcsér alakúak, 1-2,5 cm átmérőjűek, 10–15 mm hosszúak, fehérek vagy halvány rózsaszínűek, 5 sötétebb rózsaszín sugárirányú csíkkal. A csészéktől távolabb két kis előlevél van. Önmeddő virágait rovarok porozzák be. Augusztus és október között érik be magja, toktermésenként 1-4 darab.

## Gyomnövényként

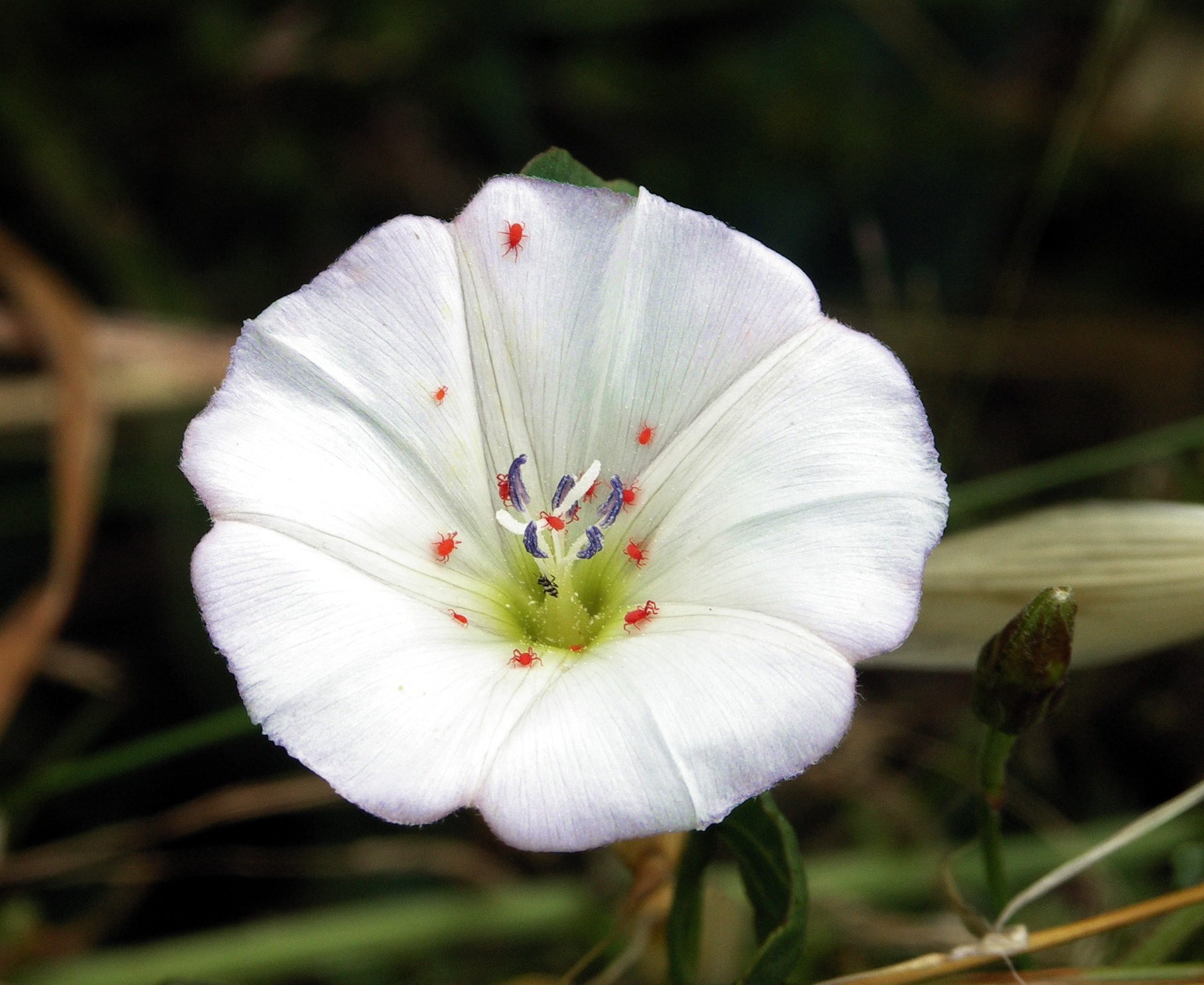
Virága piros bársonyatkákkal

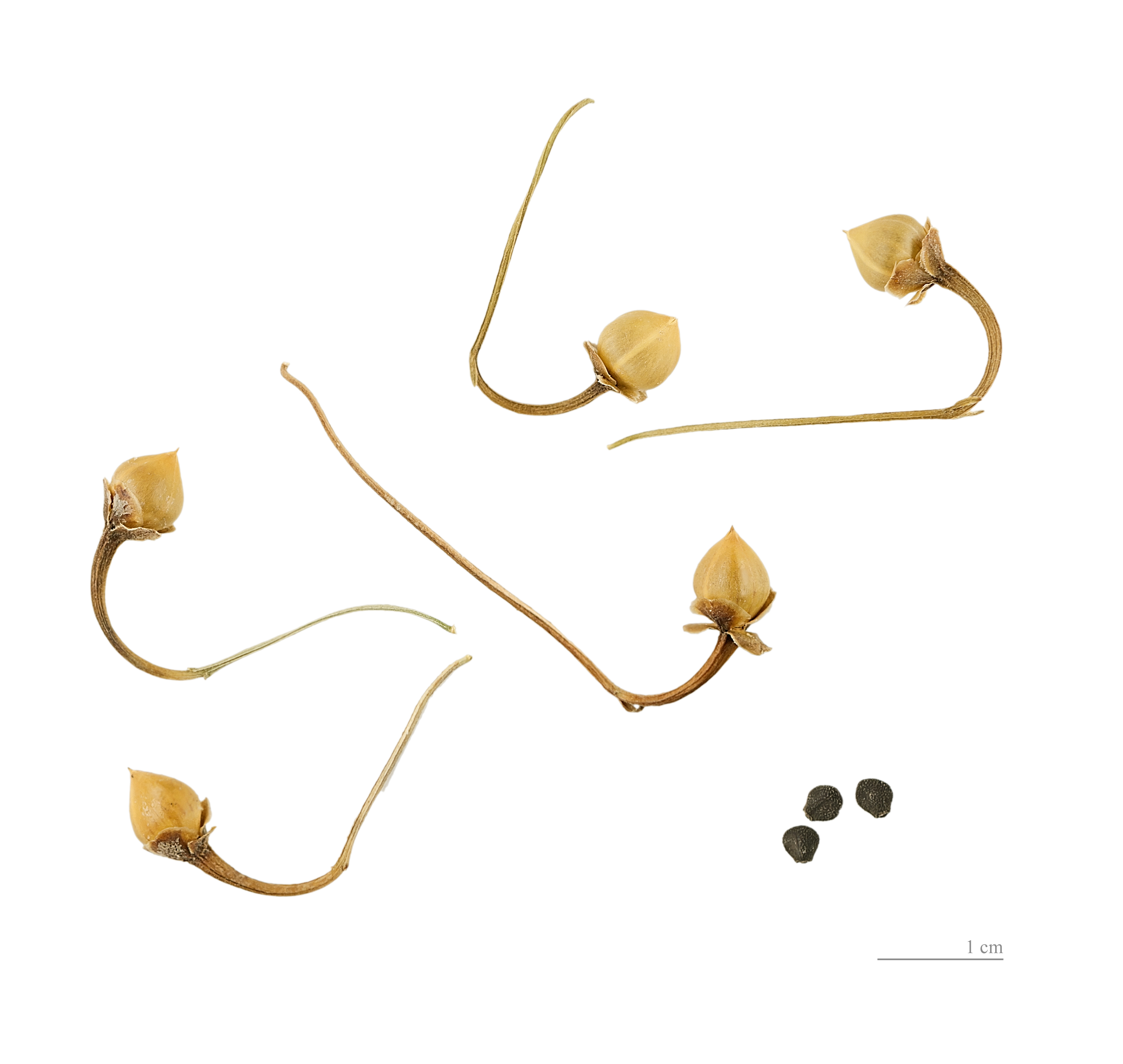
Convolvulus arvensis

Az apró szulák főként gabonanövények és évelő termesztett növények termőterületein okoz problémát. Növényenként átlagosan 600 magot hoz, kompetitív környezetben kevesebbet. A magok 95%-ának héja felkeményedik, áthatolhatatlanná válik az éréskor, így a talajban akár 28 évig is csíraképesek maradnak. Egyetlen 5 cm-es függőleges gyökérdarabból képes regenerálódni, újrahajtani. Ha egy területen megjelenik, vegetatív terjedése is számottevő, évente 3 métert képes sugárirányban szétterjedni.

## Hatóanyagok
Gyantaglikozidokat (glikoretineket), különböző cserzőanyagokat tartalmaz.

## Gyógyhatása
Gyomor- és bélhurut ellen, nagyobb dózisban a gyanta-glikozidok miatt hashajtóként használható, ugyanakkor erős hatása miatt veszélyes is lehet. Egyéb gyógyhatásaira nincs elegendő tudományos bizonyíték. A homeopátiában hátfájás csillapítására alkalmazzák.[forrás?]

## Fordítás
- Ez a szócikk részben vagy egészben a Convulvulus arvensis című angol Wikipédia-szócikk ezen változatának fordításán alapul.  Az eredeti cikk szerkesztőit annak laptörténete sorolja fel. Ez a jelzés csupán a megfogalmazás eredetét és a szerzői jogokat jelzi, nem szolgál a cikkben szereplő információk forrásmegjelöléseként.